# Bitteres aus Bitterfeld
Bitteres aus Bitterfeld. Eine Bestandsaufnahme, allgemein kurz Bitteres aus Bitterfeld, ist ein illegal in der DDR gedrehter Dokumentarfilm aus dem Jahr 1988. Er zeigte das Ausmaß der Umweltverschmutzung in der von Chemiebetrieben geprägten Industrieregion um Bitterfeld. Dieser Versuch, Gegenöffentlichkeit herzustellen, war ein gemeinsames Vorhaben Ost-Berliner Oppositioneller des Grün-ökologischen Netzwerkes Arche, örtlicher Umweltschützer und West-Berliner Filmemacher.
Der Videofilm war zunächst in privaten und kirchlichen Kreisen in der DDR zu sehen. Auszüge strahlte erstmals das ARD-Magazin Kontraste im Herbst 1988 aus; sie wurden von vielen Fernsehstationen im Ausland übernommen. In Bitterfeld war die Sendung Tagesgespräch. In der DDR machte sie das Netzwerk Arche bekannt. Der DDR-Staatssicherheit gelang es nicht, die an der Herstellung des Films Beteiligten zu überführen. Nach der Wende orientierte sich die Berichterstattung deutscher und ausländischer Journalisten über die Lage im „Chemiedreieck“ an diesen Filmausschnitten.

## Inhalt

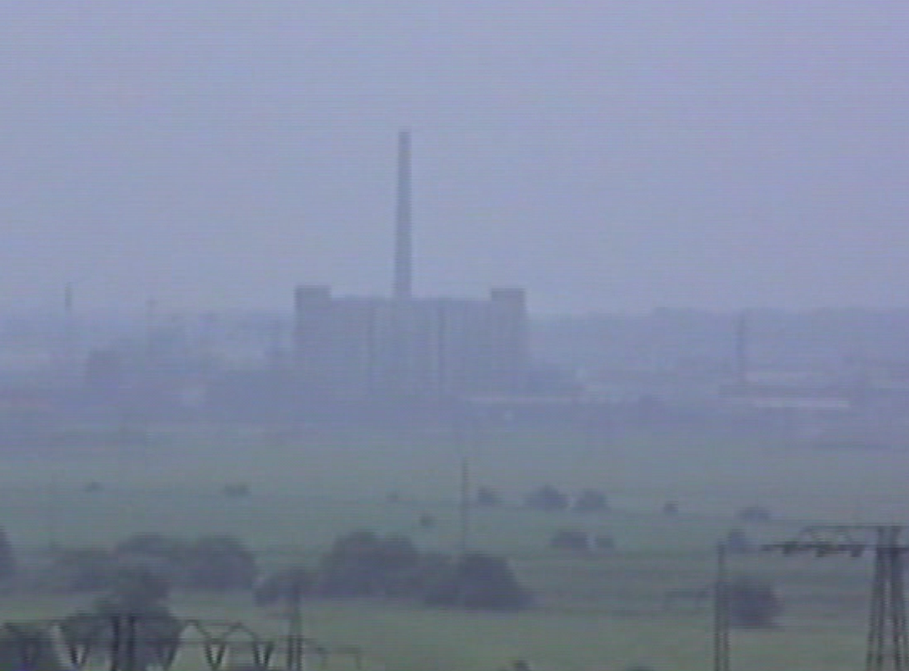
Der Getreidespeicher in Greppin, mittig dahinter der Schlot der Anlage Chlor IV (Einzelbild)

Eingangsbilder zeigen die vom Braunkohle-Tagebau verwüstete Landschaft, hohe Fabrikschornsteine mit Abgasfahnen in verschiedenen Farben, einen Getreidespeicher vor einem Werk zur Chlor-Produktion sowie städtische Wohnstraßen mit grauen Fassaden und zerfallenden Gebäuden. Aus dem Off erläutert eine Sprecherin, dass in Bitterfeld etwa 2000 Produkte für Haushalt und Garten, Industrie und Landwirtschaft hergestellt würden, darunter Waschmittel und Kunststoffe, Farben und Dünger, Unkraut- und Schädlingsbekämpfungsmittel. Die chemische Industrie entledige sich ihrer Abfälle durch Deponierung in den weitläufigen Gruben der Tagebaue, durch Einleitung in den Elbe-Zufluss Mulde und durch Abgabe an die Luft. Die Sprecherin kommentiert: „Bitterfeld zerfällt. Bitterfeld ist rußschwarz. Bitterfeld stinkt. Bitterfeld gilt heute als die schmutzigste Stadt Europas.“

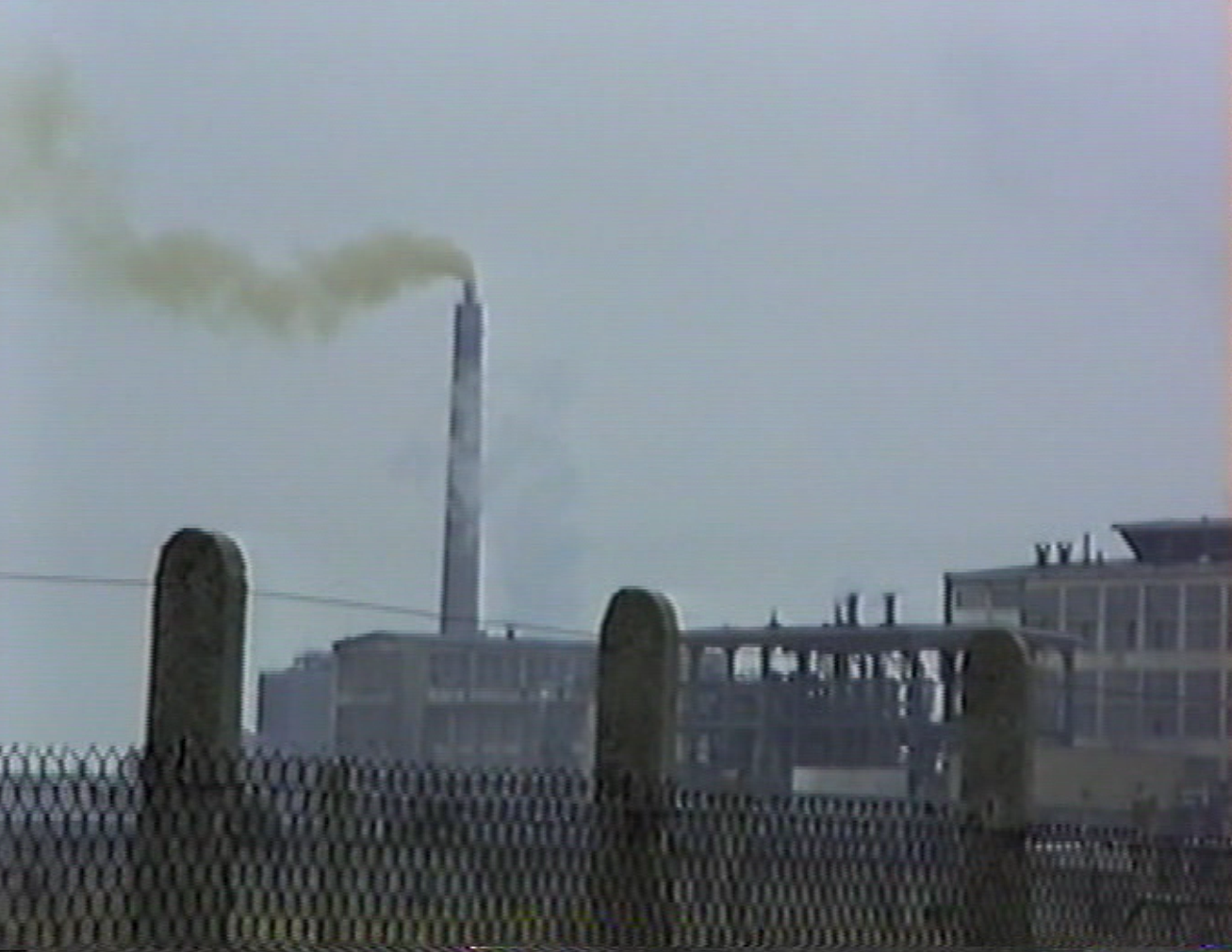
Abgase unbekannter Zusammensetzung, die aus einem Kamin in Bitterfeld wehen (Einzelbild)

Die alten, kaum modernisierten Fabriken laufen mit „dreifach überhöhter Auslastung“. Nur zehn Prozent der Großschornsteine sind als Emittenten registriert und werden staatlich kontrolliert. Die kostspielige Entscheidung, das in der DDR einzige Smog-Alarmsystem auszulösen, liegt beim Generaldirektor des Chemiekombinates Bitterfeld. Flüssige Abfälle fließen als verdünnte, farbige Abwässer direkt in die biologisch tote Mulde. Dämpfe, Blasen und Gerüche weisen auf chemische Reaktionen hin. Einzige Klärmethode ist der Zusatz von Kalkstein. Proben ergaben fünf- bis zehnfach überhöhte Werte für Nitrate und Nitrite.

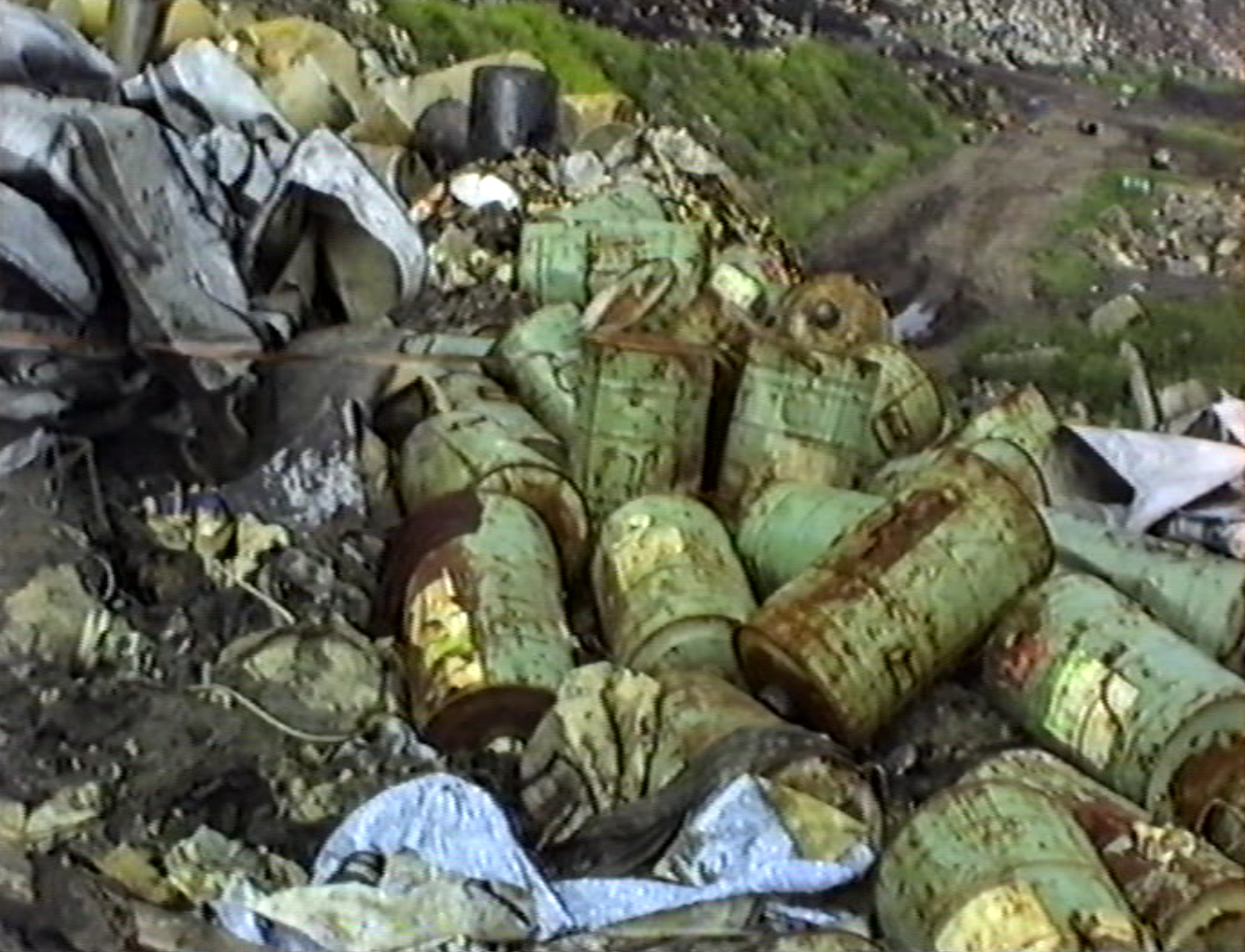
Mit Warnzetteln beklebte Transportbehälter, auf der Deponie Freiheit III abgekippt (Einzelbild)

Die Braunkohleflöze liegen bis zu 90 Meter tief. Häufig wird hier Bernstein gefunden, der mit Herkunftsangabe Ostsee in den Westen verkauft wird. Da der Spiegel des Grundwassers unter natürlichen Bedingungen bei 22 Metern liegt, wird das Wasser in die Mulde abgepumpt. Benachbarte Gebiete trocknen aus, die Pflanzen sterben ab. Ausgekohlte Tagebaue dienten und dienen als unbeaufsichtigte, unkontrollierte und undokumentierte Müllkippen. Unter versprödeten Abdeckschichten, so die Sprecherin, lagern Kampfstoffe aus der Waffenproduktion des Zweiten Weltkriegs, halogenierte und chlorierte Kohlenwasserstoffe, darunter Rückstände der Produktion von DDT und anderer Substanzen. Unter Deponiebedingungen, abgedichtet und bei Hitzeentwicklung über 170 Grad, kann das „Seveso-Gift“ Dioxin entstehen. Kameraschwenks zeigen in der Grube Freiheit III abgekippte Fässer und Kanister mit Warn-Etiketten. Aus den Transportbehältern laufen Substanzen. Das Erdreich ist nass von Chemikalien.

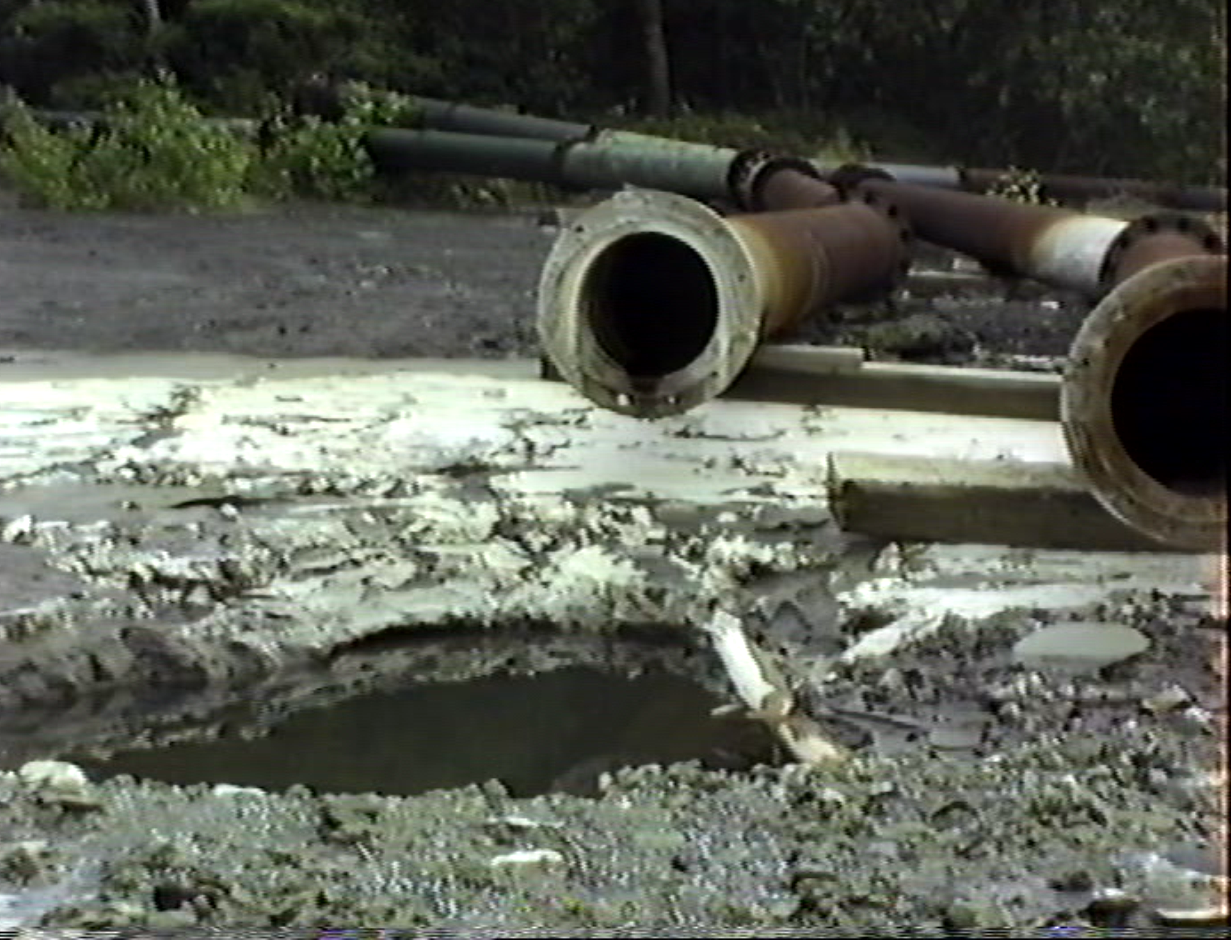
Rohre, durch die Chemikalien in die Verspüldeponie Hermine fließen (Einzelbild)

Bei den Beschäftigten treten die Phenylchlorid-Krankheit, Fluorose und Graphitkrankheiten gehäuft auf. Sie zeigen sich in verkümmernden Knochen der Fingerkuppen und „Auswüchsen von der Größe einer Tomate an den Handgelenken.“ Manche Beschäftigte müssen sich täglich bis zu eine Stunde lang waschen. Die Verdienste der Beschäftigten enthalten bis zu sieben Prozent Gefahrenzulagen. Die Schichtarbeiter unter den insgesamt 23.000 im Kombinat Beschäftigten bekommen 38 Tage Jahresurlaub. Fünf- bis achtmal so viele Menschen wie im Landesdurchschnitt erkranken an Bronchitis und Pseudokrupp. Die Lebenserwartung liegt mehrere Jahre unter dem Durchschnitt.

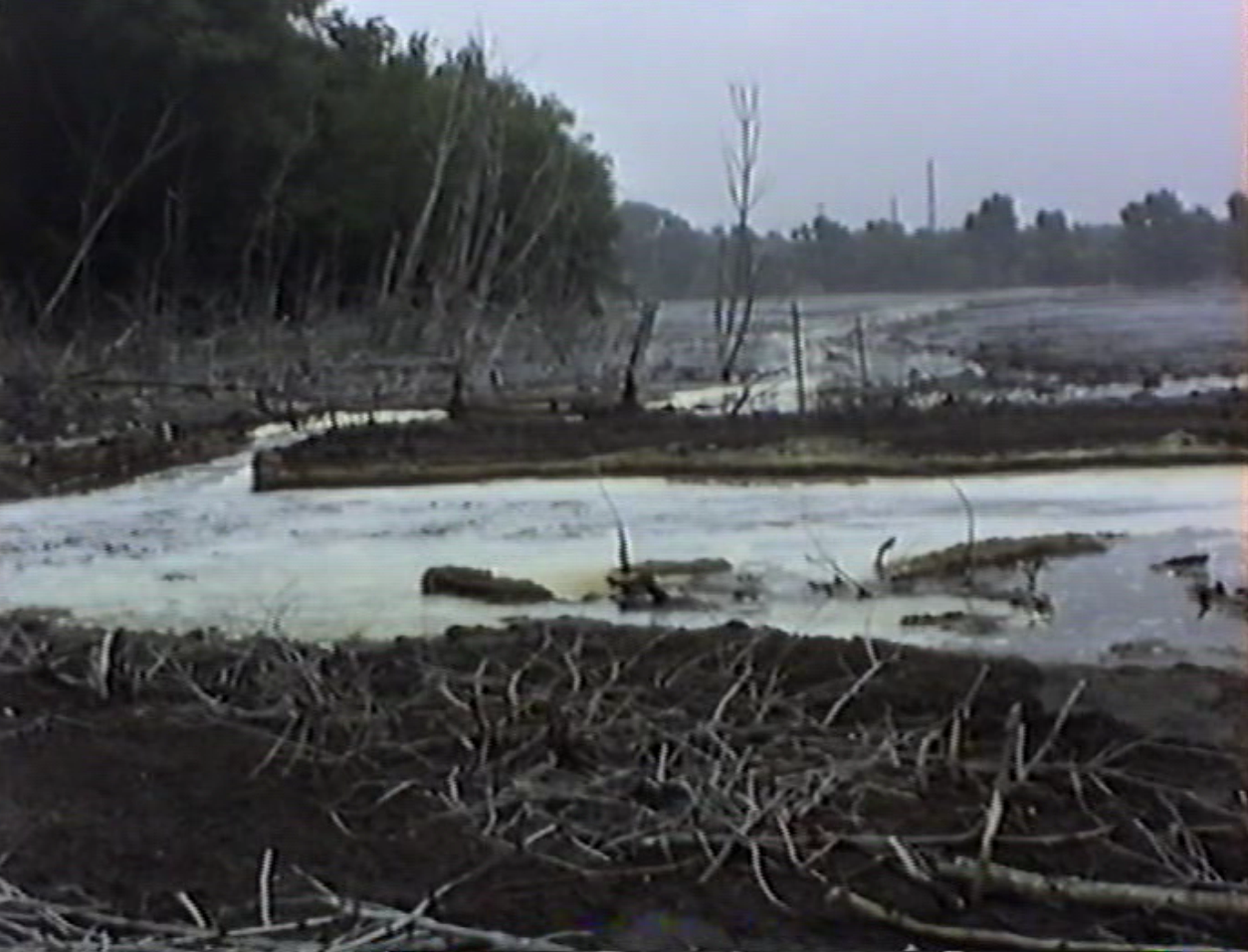
Einleitung von Abwässern aus der Filmfabrik Wolfen in den Silbersee (Einzelbild)

Zwar ist der schwere Chemieunfall von 1968 bekannt, aber von „kleinen Havarien“ dringt nichts an die Öffentlichkeit. Eine Rohrleitung, die angeblich nur in Wasser gelöschte Asche aus der Braunkohleverbrennung transportiert, platzt in kalten Wintern. Die Brühe fließt dann unkontrolliert ins Gelände. Der Film zeigt Rückstände der Papier-, Plaste- und anderer chemischer Industrie am Ausfluss der Pipeline. Am Rand einer weiten Ödfläche mit schillernden Schlämmen, zu der die Pipeline führt, stehen neue Wohngebäude. Durch die Wüstenei verläuft der Hermann-Falke-Wanderweg. Ein Schild ist zu sehen, das Lebensgefahr ankündigt, wenn der Weg verlassen wird.
Der von abgestorbenen Bäumen umgebene Silbersee, ebenfalls ein ehemaliger Tagebau, nimmt seit 70 Jahren durch offene Zuleitungen alle Abwässer der Filmfabrik Orwo auf. Sie werden im See verdünnt, bevor sie durch die Mulde abfließen. Das Wasser ist schwermetallhaltig und stark sauer, belegen „unsere Analysen“.

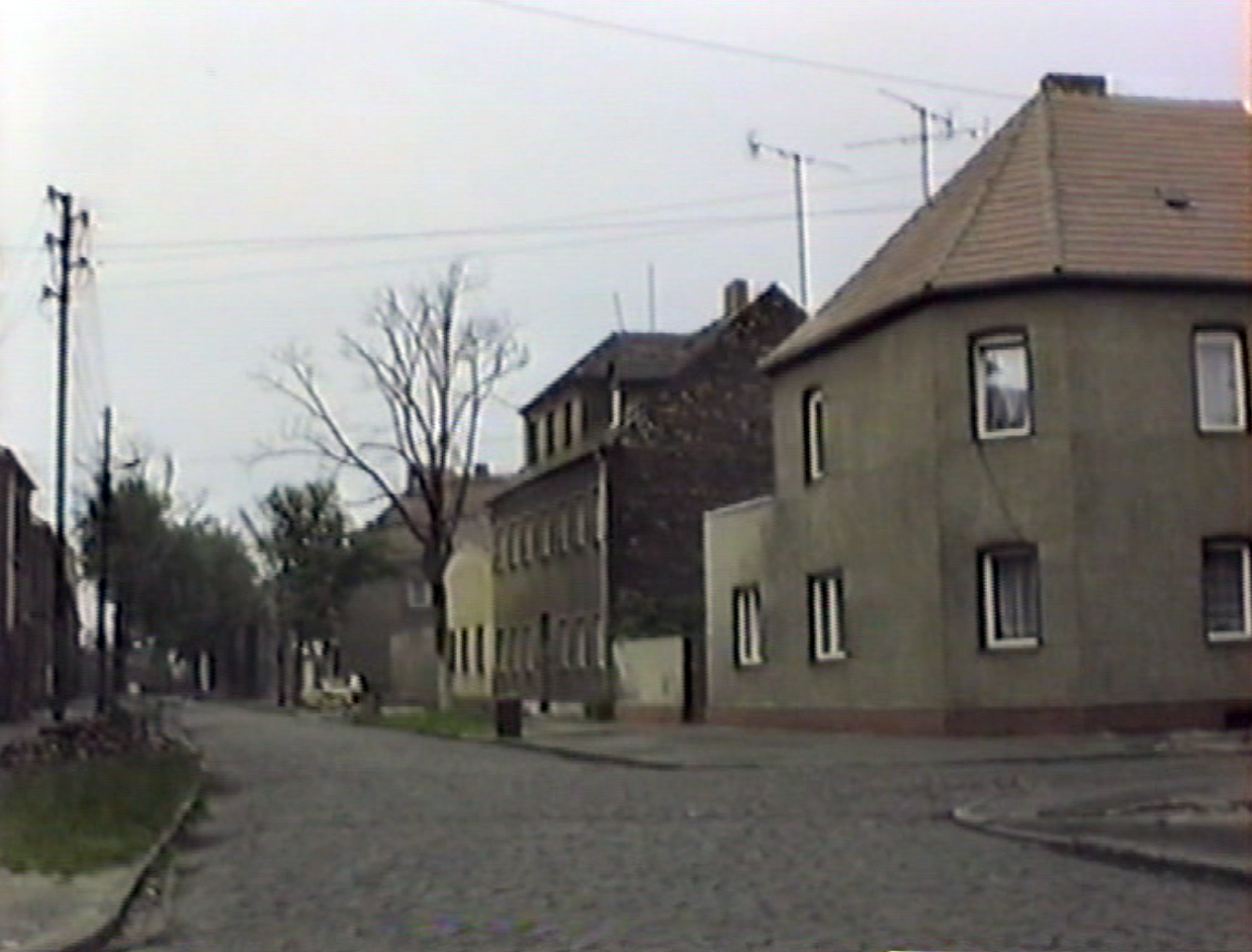
Wohnstraße in Bitterfeld mit im Juni blätterlosen oder teilentlaubten Bäumen (Einzelbild)

Bitterfeld bietet „das Bild einer dreckigen und öden Provinzstadt“, sagt die Sprecherin. Dabei hat die Stadt einst zum „roten Herzen Mitteldeutschlands“ gehört und war ein Zentrum des Arbeiterprotestes am 17. Juni 1953, „der erst durch russische Panzer vor den Toren des Chemiekombinats beendet wurde“. Jetzt hingegen wird eingeschüchtert, wer die Umweltprobleme beim Namen nennt. Der Film endet mit einem Zitat aus dem Roman Flugasche der Schriftstellerin Monika Maron: „Die Leute in Bitterfeld haben sich eingerichtet, haben sich gewöhnt, Einwohner von Bitterfeld zu sein und vom Dreck berieselt zu werden. Vielleicht ist es nichts als grob und herzlos, ihnen zu sagen: Ihr seid vergessen worden, geopfert für Wichtigeres. Und ich kann es nicht ändern.“

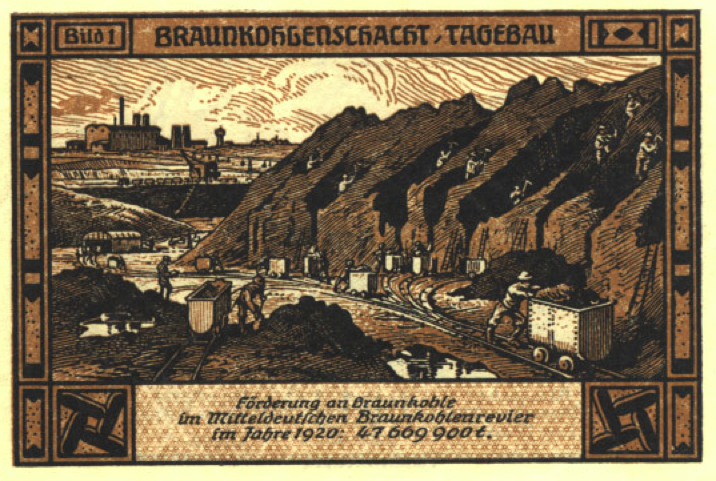
Abbildung eines Braunkohle-Tagebaus, Rückseite eines Notgeldscheins der Stadt Bitterfeld, 1921

Zwischen den Abschnitten des Films sind Abbildungen von Notgeld der Stadt Bitterfeld aus dem Jahr 1921 mit Motiven aus Braunkohleförderung und -verarbeitung eingeblendet. Der Text ist von zwei Frauenstimmen gesprochen. Die Bilder sind mit Jazzmusik untermalt. Vor- und Abspann des Films wurden handschriftlich gestaltet. Der Abspann zeigt als Verantwortliche „Das grüne Netzwerk i. der ev. Kirche Arche und Ätz-Film-KGB“.

## Entstehung

### Idee und Projekt
Im Frühjahr 1988 spaltete sich die oppositionelle Bewegung in der DDR-Hauptstadt (Ost-)Berlin. Neben der Umwelt-Bibliothek entstand das Grün-ökologische Netzwerk Arche. Dessen Aktivisten setzten auf eine landesweite Koordination arbeitsteilig vorgehender Umweltgruppen und Umweltbibliotheken. Den Mitarbeitern der Berliner Umwelt-Bibliothek galten sie damit als zentralistisch und zu wenig basisdemokratisch. Um Kontakte zu knüpfen, besuchten Arche-Mitglieder wie Carlo Jordan und Ulrich Neumann seit Beginn des Jahres 1988 die Industrieregion Halle.
Neumann lernte in Bitterfeld Hans Zimmermann kennen, Chemiefacharbeiter und Leiter eines Bautrupps, dessen Kind an Pseudokrupp erkrankt war. Zimmermann erkundete seit Jahren den unsachgemäßen Umgang mit Produktionsrückständen des Chemiekombinats, die gesundheitliche Belastung der Einwohner sowie die Schädigung der Natur. Er hatte auch Eingaben an den Rat des Kreises verfasst. Nun führte er die Berliner in der Region herum.
Im Frühjahr 1988 nahm die mit Neumann befreundete West-Berliner SFB-Hörfunkjournalistin Margit Miosga an einem Besuch in Bitterfeld teil. Auf der Fahrt besprachen sie die Möglichkeiten eines Arche-Films über Bitterfeld. Im Mai wurde das Projekt in kleinem Kreis beschlossen.

### Technik

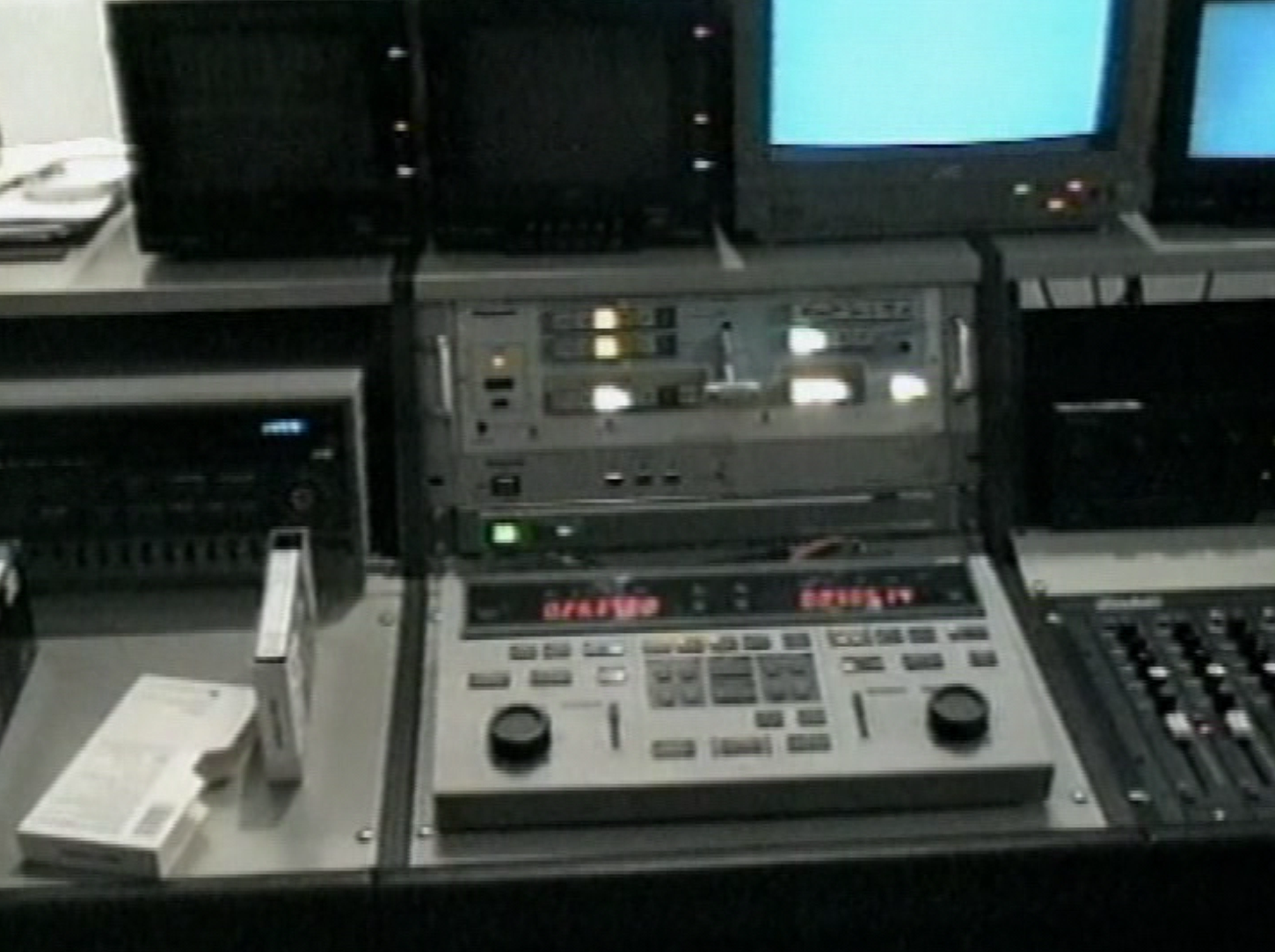
Der Videoschnittplatz von 1988 im WIM-Studio, Bild aus dem Making-of-Video von 2005

Amateure benutzten in der DDR das weithin populäre Schmalfilm-Format Super 8, um im privaten Bereich bewegte Bilder aufzunehmen. Synchrone Ton-Bild-Aufzeichnungen und das nichtindustrielle Kopieren von Filmen waren technisch kaum möglich. Das Medium kam daher für eine politisch-dokumentarische Arbeit kaum in Betracht.
Videotechnik war noch wenig verbreitet. Zur privaten oder kirchlichen Verwendung konnten Abspielgeräte offiziell „nur zu utopischen Preisen“ gegen Mark, in Intershops gegen DM oder über Westkontakte bezogen werden. Einige eingeschmuggelte Kameras gelangten in die Hände von Mitarbeitern kritischer Gruppen. Doch die wenigen Video-Schnittplätze waren selbst für genehmigte Produktionen freier Filmemacher kaum zugänglich. Die Arche-Aktivisten hatten weder Zugang zu einer Kamera noch zu einem Produktionsstudio.
Weil ohne Schnitt- und Kopiermöglichkeiten keine Gegenöffentlichkeit herzustellen war, wandte sich Miosga an den ihr bekannten West-Berliner Dokumentarfilmer Rainer Hällfritzsch. Er hatte soeben die unabhängige Werkstatt für interkulturelle Medienarbeit (WIM e. V.) in Berlin-Schöneberg mitbegründet, verfügte mit einem VHS-Camcorder und dem Studio über die erforderliche Technik und war zur Beteiligung an dem konspirativen Vorhaben bereit.

### Filmteam und Dreh
Drehtag war Sonntag, der 25. Juni 1988. An diesem Tag fand in München das Endspiel der Fußball-Europameisterschaft 1988 zwischen den Niederlanden und der Sowjetunion statt. Das Spiel begann um 15:30 Uhr; das ZDF übertrug mit Vor- und Nachberichterstattung von 14:45 bis 18:10 Uhr. Auch das DDR-Fernsehen zeigte das Finale. Zwar war die Mannschaft der DDR nicht qualifiziert und die der BRD im Halbfinale am 21. Juni ausgeschieden. Dennoch rechnete das Filmteam damit, dass nur wenige Menschen unterwegs sein würden. „Auch die Stasi wird hoffentlich vor dem Fernseher sitzen“, kalkulierten die Umweltaktivisten. Der Evangelische Kirchentag in Halle band zudem Stasi- und Polizeikräfte in der Region.

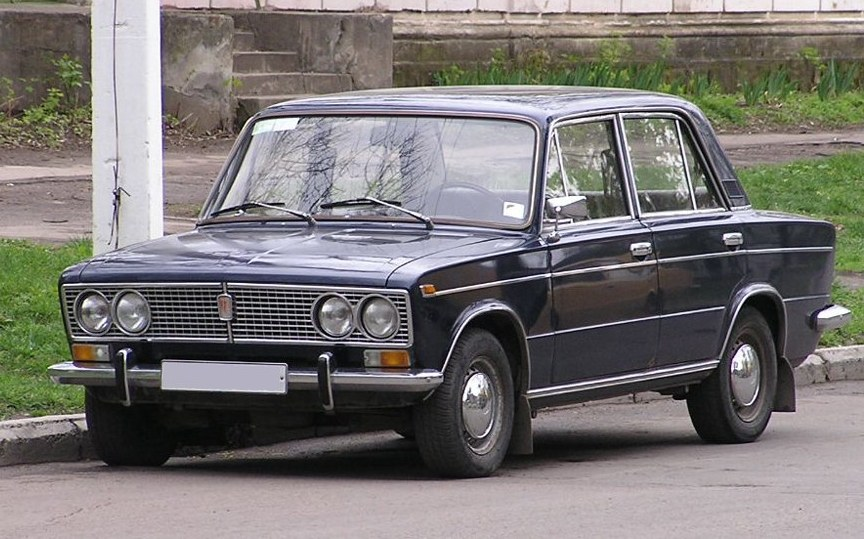
Lada 1500 (Vaz 2103) in dunkelblauer Farbe, verbreitet für ein Dienstfahrzeug der Stasi gehalten

Als Fahrer diente der Ost-Berliner Arzt Edgar Wallisch, der einen Ausreiseantrag gestellt und an der Charité soeben Arbeitsverbot erhalten hatte. Er besaß einen Lada, „wie ihn auch die Stasi fuhr“. Das Auto war dunkelblau und hatte ein Berliner Kennzeichen. Es wurde gerne für Aktivitäten der Arche benutzt. Er sollte an jenem Wochenende zum Umwelttag nach Halle fahren und wurde am Sonnabend kurzfristig nach Leipzig dirigiert.
Ebenfalls am Vortag der Dreharbeiten reisten Miosga und Hällfritzsch in die DDR ein. Mit einem Mietwagen, um die Rückverfolgung des Kennzeichens zu erschweren, nahm Miosga die Grenzübergangsstelle Invalidenstraße. Hällfritzsch reiste über den S-Bahnhof Friedrichstraße ein. Seine Videokamera, in einer Umhängetasche verborgen, blieb unbemerkt. Zwar wäre die Einfuhr legal gewesen, hätte aber für die DDR-Behörden eine Spur ergeben können, wenn der Zoll sie registriert hätte. Aus Hällfritzschs Reisetasche wurden die beiden für die Aufnahmen gedachten Leerkassetten beschlagnahmt. Miosga holte Hällfritzsch am Bahnhof ab und kaufte im nahe gelegenen Intershop zwei neue.
Abends trafen sich die meisten Beteiligten in einem Restaurant in Leipzig. Wallisch erfuhr erst jetzt, dass ein illegales Filmprojekt geplant war. Er, Neumann, Miosga und Hällfritzsch übernachteten bei dem Ausstellungsmacher Peter Lang, um die Registrierung in einem Hotel zu vermeiden. Durch Alkoholkonsum verzögerte sich der Aufbruch der Gruppe am Drehtag um eine Stunde.

Skizze von Schauplätzen des Dokumentarfilms Bitteres aus Bitterfeld, Stand: 1988

Um die Stasi abzulenken, fuhr Neumann am Morgen zum Kirchentag nach Halle und verteilte dort erste Exemplare der Arche Nova Nr. 1. Wallisch brachte die beiden West-Berliner nach Bitterfeld zu Zimmermann und die drei zu den von Zimmermann ausgesuchten Drehplätzen. Sie begannen die Dreharbeiten mit dem großen Loch des Tagebaus Goitzsche, fuhren auf den Muldensteiner Berg mit seinem Blick auf den Getreidespeicher in Greppin und zum Mulde-Wehr in Jeßnitz. Gegen 14 Uhr erreichten sie den Silbersee, das Restloch des Tagebaus St. Johannes. Dort entnahm Wallisch Wasserproben; das Video zeigt seine Arme und Hände beim Füllen einer Plastikflasche. Anschließend wechselten sie das Fahrzeug. Zimmermann, Miosga und Hällfritzsch ließen sich nun von dem Aktivisten Jörg Klöpzig fahren. Aus dessen Lada, der ein weniger auffälliges örtliches Kfz-Kennzeichen trug, filmten sie das während des Fußballspieles menschenleere Bitterfeld. Gegen Abend folgte der Dreh auf der Müllkippe Freiheit III.
Danach brachte Wallisch Miosga und Hällfritzsch nach Leipzig zurück. Mit dem dort verbliebenen Leihwagen fuhren sie in einen Leipziger Vorort, in dem Hällfritzschs Mutter gelebt hatte. Dort machten sie unverfängliche Aufnahmen auf der zweiten Kassette, damit Hällfritzsch an der Grenze das Mitführen der Kamera hätte begründen können. Die Kassette mit dem Rohmaterial aus Bitterfeld blieb zunächst im Osten.
Am nächsten Tag reisten Miosga und Hällfritzsch getrennt aus. Grenzbeamte hielten Hällfritzsch eine Stunde lang in einem Nebenraum fest – wie sich am Ende herausstellt, nur wegen eines Irrtums bei der Visakontrolle. Die Kamera wurde wieder nicht entdeckt. Der Arzt Wallisch erfuhr später durch einen fachlich gehaltenen Anruf bei Zimmermann, dass es ihm gut gehe. Das „herausragende Beispiel für die Möglichkeiten, die die grenzüberschreitende Zusammenarbeit von Oppositionellen und Exilanten bot,“ war geglückt. Die Stasi war „ausgetrickst“ worden.

### Illegalität und Repression
Alle Beteiligten wussten, dass ihr Vorhaben illegal war. Offizielle Umweltdaten waren nicht zugänglich und seit 1972 als „Vertrauliche Verschlusssache“ zu behandeln, seit 1982 als „geheime Verschlusssache“. Den Ministerratsbeschluß zum Schutz von Umweltinformationen vom 16. November 1982 und zwei Dokumente von 1984 zur Durchführung, alle selbst wiederum als „Vertrauliche Verschlusssache“ eingestuft, veröffentlichte erstmals Arche Nova in der 2. Ausgabe vom Oktober 1988.
Nach § 219 des Strafgesetzbuches („Ungesetzliche Verbindungsaufnahme“) konnte mit mehrjähriger Haft bestraft werden, „wer Nachrichten, die geeignet sind, den Interessen der DDR zu schaden, im Ausland verbreitet oder verbreiten läßt oder zu diesem Zweck Aufzeichnungen herstellt oder herstellen läßt“ oder „wer Schriften, Manuskripte oder andere Materialien, die geeignet sind, den Interessen der DDR zu schaden, unter Umgehung von Rechtsvorschriften an Organisationen, Einrichtungen oder Personen im Ausland übergibt oder übergeben läßt“. Die Umweltdaten, so die Logik der Strafverfolgung, würden vom Klassenfeind zur Diskreditierung der DDR benutzt. In Betracht kamen auch Anklagen wegen „Vereinsbildung zur Verfolgung gesetzwidriger Ziele“ (§ 218), „landesverräterischer Nachrichtenübermittlung“ (§ 99) oder „landesverräterischer Agententätigkeit“ (§ 100), wegen der im Januar 1988 die Bürgerrechtler Wolfgang Templin, Stephan Krawczyk und Freya Klier angeklagt worden waren. Wegen staatsfeindlicher Hetze (§ 106) konnten westliche Journalisten belangt werden.
Die DDR-Bürger des Teams mussten mit ungleich höherer Bestrafung als die westdeutschen Mitglieder rechnen, wenn das konspirative Projekt durch Spitzel, Tratsch oder Fehler am Drehtag aufflog. Neumann urteilte später: „Das war gefährlich. Das hätte uns physisch, psychisch viele, viele Jahre kosten können.“ Zimmermann meinte: „Es war schon irgendwie das Bewusstsein da, etwas zu tun, mit was eventuell einige Leutchen nicht so ganz einverstanden gewesen wären.“ Wallisch schätzte: „Zehn, zwölf Jahre Haft – das wäre ganz normal für die damalige Zeit gewesen.“
Der Kameramann Hällfritzsch hatte zunächst gezögert. „Ich habe schon überlegt, ob mir die Sache ein halbes Jahr oder ein Jahr Gefängnis wert ist“, erinnerte er sich später, doch weil ihm die Zustände so drastisch geschildert worden waren, habe er es letztlich „gut [gefunden], wenn man da was machen würde.“ Miosga hingegen war sich sicher: „Selbst wenn ich dort verhaftet werde, werde ich über kurz oder lang von meinem Staat freigekauft, rausgeholt […] Die buchten mich nicht zwei Jahre weg.“
Im Juni 1989 brachte Jörg Klöpzig sich und seine kleine Tochter in dem Lada auf einer Deponie um. Zuvor hatte die Stasi ihn wegen seiner umweltoppositionellen Aktivitäten wiederholt verhört und unter Druck gesetzt. Eine direkte Mitwirkung der Stasi an seinem Tod konnte nicht belegt werden. „Ob private Tragödie oder ob amtliche Nachhilfe geleistet wurde, oder ob es am Ende beides war – das weiß bis heute niemand“, schrieb Ulrich Neumann 1995.

### Postproduktion und Verteilung

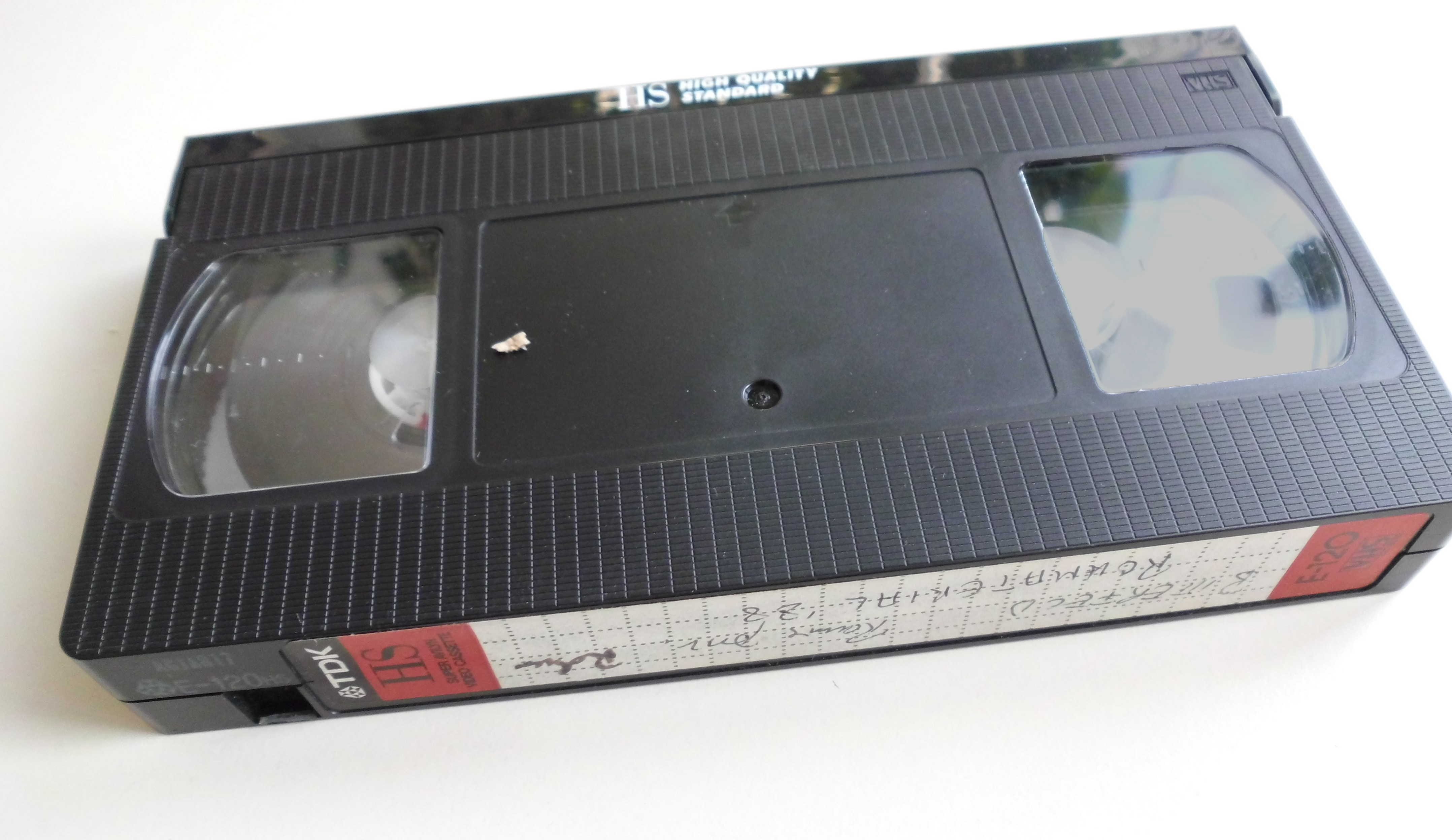
VHS-Kassette, Standardformat, mit dem Rohmaterial des Films

Die Kassette mit dem Rohmaterial blieb zunächst in Ost-Berlin. Wallisch gab sie dem ihm vertrauten Medizintechniker Falk Witt aus West-Berlin mit, der einen Auftrag an der Charité erledigt hatte und vom Inhalt des Materials erst später erfuhr. Witt händigte die Kassette in West-Berlin Neumann aus, der Ende Juni aus der DDR hatte ausreisen können. Im Studio der WIM schnitten und vertonten Hällfritzsch, Miosga und Neumann den Film abends und nachts, um den Kreis der Mitwisser klein zu halten.
Per Kurier gelangten vier VHS-Kopien des fertigen 30-Minuten-Films in den Osten. Die Arche-Aktivisten und die Filmer hatten vereinbart, Bitteres aus Bitterfeld zuerst in der DDR zu zeigen. Der Film sollte als dort von der Arche produziert gelten, um nicht als aus dem Westen übernommene Fernsehpropaganda diskreditiert werden zu können. Die DDR-Oppositionellen wollten ihrerseits den Eindruck vermeiden, mit dem Westen zusammenzuarbeiten.

### Ausstrahlung und Finanzen

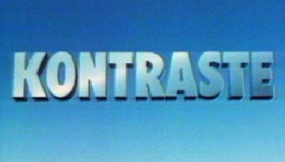
Logo des Magazins Kontraste, 1988

Neumann knüpfte den Kontakt zu Kontraste-Redakteur Peter Wensierski. Obwohl die Redaktion die Schließung des ARD-Büros in Ost-Berlin fürchtete, entschloss sie sich, den Beitrag am 27. September 1988 auszustrahlen und vorher intensiv dafür zu werben. Aus der halbstündigen Dokumentation entstand ein Beitrag von zehneinhalb Minuten, die sich aus acht Minuten Original und einem Interview mit Uli Neumann zusammensetzte, der seit einigen Wochen in West-Berlin lebte. Moderator Jürgen Engert kündigte eine „Filmpremiere [an], die im sowjetischen Fernsehen sehr wohl stattfinden könnte, im DDR-Fernsehen aber nicht, noch nicht.“ Die Dokumentation sei „ein Beweis dafür, dass die Umweltschutzbewegung, geboren aus ganz kleinen Anfängen, in der DDR dabei ist, eine Gegenöffentlichkeit zu bilden.“ Für die Redaktion von Kontraste gehörte der Filmbericht später zu den wichtigen Beiträgen, die in der Überblicksdarstellung Kontrastreiche Zeiten. 40 Jahre aus dem Leben eines Politikmagazins dargestellt wurden.
Von West-Berlin aus verkaufte Neumann die Bilder an TV-Stationen in der ganzen Welt. Auch das ZDF-Fernsehmagazin Kennzeichen D übernahm sie. Die Ausstrahlung von Auszügen bei RIAS-TV im Dezember 1988 sei in dem Wissen, dass die Erlöse an die Arche gingen, „großzügig“ honoriert worden. Von den Erlösen und einem Preisgeld der Zeitschrift Vital. von 10.000 DM wurden Druckmaterial, Computer und eine Video-Ausrüstung für neue „Arche“-Produktionen gekauft. Arche-Mitglied Falk Zimmermann erhielt die Kamera. Der später als Inoffizieller Mitarbeiter der Stasi enttarnte Berliner sabotierte durch vorgetäuschte Fehler bei Bild- und Tonaufnahmen wichtige Projekte.

### Die ZeitschriftArche Nova

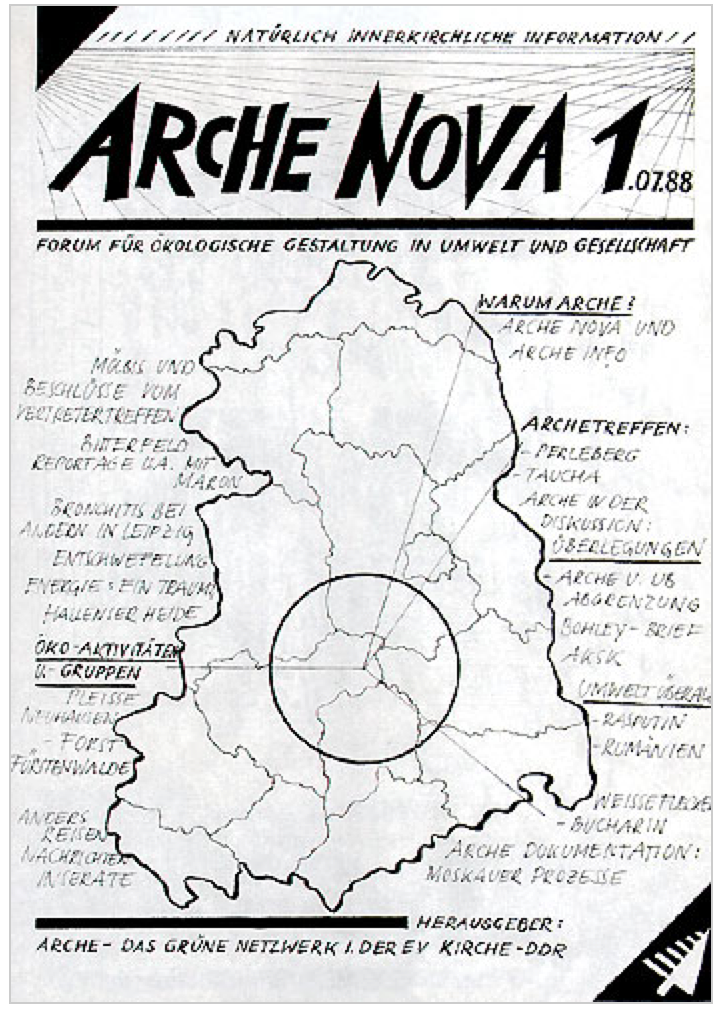
Titelblatt der Arche Nova, Heft 1, mit dem Schwerpunktthema Bitterfeld

Als der Film noch geplant wurde, hatten die Arche-Aktiven bereits beschlossen, den Standort Bitterfeld auch zum Schwerpunktthema ihrer Samisdat-Zeitschrift Arche Nova zu machen. Heft 1 erschien unmittelbar vor dem Drehtag des Films und enthielt Informationen, die auch für die Betextung des Films verwendet wurden. Den Haupttext veröffentlichte die taz am Tag der Kontraste-Sendung auf einer ganzen Seite. In Heft 2 veröffentlichte Jörg Klöpzig einen Bericht über die Ableitung der Chlormagnesiumlauge, mit der die Bernsteinpartikel im Tagebau Goitzsche aus der Erde gewaschen wurden. In Heft 3 bespöttelten zwei Artikel die Reaktionen der staatlichen Stellen auf die Ausstrahlung des Kontraste-Beitrags.

## Fakten und Fehler

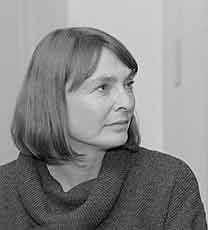
Monika Maron, die 1981 erstmals die Umweltverschmutzung in Bitterfeld öffentlich machte (Aufnahme 1992)

Monika Maron hatte mit ihrem Roman Flugasche Bitterfeld als „schmutzigste Stadt Europas“ bekannt gemacht. Abweichend vom Zitat im Film nennt Maron im Buch die Stadt nur „B.“ Das Buch erschien 1981 im S. Fischer Verlag in Frankfurt am Main und nicht in der DDR, weil es nicht auch die „positiven Folgen der Arbeit für den Menschen“ darstellte. Maron thematisiert in Flugasche die Emissionen eines veralteten Braunkohlekraftwerks; der Film befasst sich hingegen nicht mit dem Kraftwerk. In der DDR wurde Flugasche über 100 Freiexemplare bekannt, die Fischer der Autorin zukommen ließ und die sie an Leser verteilte. Als „Buchtelegramm“ stellte Ulrich Neumann in Heft 1 von Arche Nova, das einen Bitterfeld-Schwerpunkt hatte, längere Zitate aus der Taschenbuch-Erstausgabe von Flugasche vor. Maron verließ die DDR am 3. Juni 1988 mit einem Drei-Jahres-Visum.
Im Film ist von 23.000 Beschäftigten „in den Werken“ die Rede. Nach Angaben von 2010 waren zur Wendezeit in den drei Bitterfelder Kombinaten, von den Außenwerken abgesehen, 45.000 Menschen beschäftigt. Im Chemiekombinat Bitterfeld (CKB), 1969 aus dem Elektrochemischen Kombinat Bitterfeld (EKB) und der Farbenfabrik Wolfen entstanden, arbeiteten 18.000 Personen. Das Fotochemische Kombinat ORWO Wolfen, 1970 mit der Filmfabrik Wolfen als Stammbetrieb gegründet, hatte 15.000 und das Braunkohlekombinat Bitterfeld (BKK), 1968 entstanden, 12.000 Beschäftigte. In Bitterfeld wohnten 1988 knapp 21.000, in Wolfen 46.000 Menschen.
Am 17. Juni 1953 kam es auch in Bitterfeld zu Protesten. Ein 25-köpfiges Streikkomitee vertrat 30.000 Arbeiter im Ausstand und ließ Stadtverwaltung, Polizei, das MfS-Gebäude und andere staatliche Einrichtungen besetzen. Ausschreitungen blieben auch beim Eingreifen sowjetischer Truppen aus.

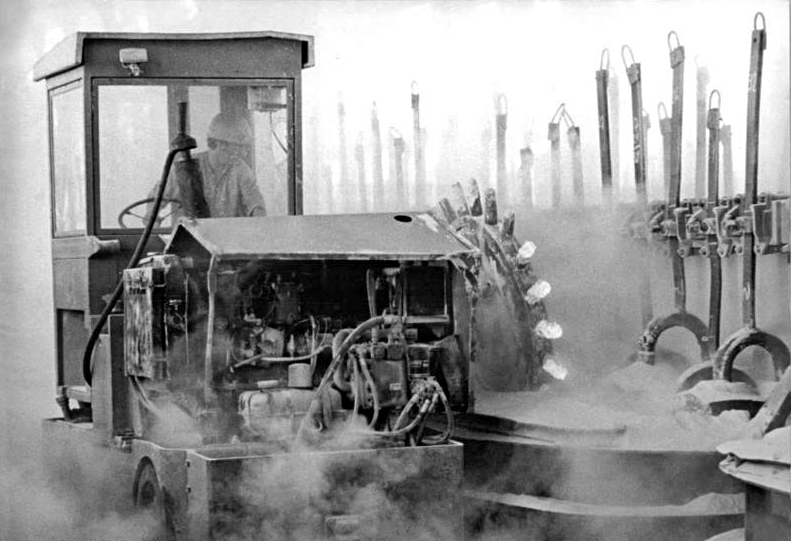
Staubbelastung beim Aufbrechen von Krusten der Aluminiumelektrolyse-Bäder im CKB (ADN-Foto, 1984)

Die „Phenylchlorid-Krankheit“ mit der Rückbildung der Fingerknochen heißt korrekt Vinylchlorid-Krankheit, eine Akroosteolyse. Die „Fluorose“ mit der Knochenvermehrung an Gelenken ist eine Knochenfluorose; Fluoride können etwa bei der Aluminium-Elektrolyse freigesetzt werden. Die „Graphitkrankheiten“ sind Graphitosen, insbesondere die Graphitfibrose. Graphit kann bei der Herstellung von Elektroden freigesetzt werden.
Die Zahl der Toten durch die Vinylchlorid-Explosion in Bitterfeld am 11. Juli 1968 wird meist mit 42 angegeben. Die im Film genannte Zahl von 68 Opfern ist ohne Beleg bereits in der ersten Ausgabe der Arche Nova („über 68 Todesopfer“) enthalten.
| Deponien im Kreis Bitterfeld (Auswahl) | Volumen Mio. m³ | Inhalt                              |
| -------------------------------------- | --------------- | ----------------------------------- |
| Verspüldeponie Hermine                 | 20              | Asche, Asbest, Schwermetalle        |
| Sonderdeponie Freiheit III             | 2               | Industrieschlämme, Asche, Bauschutt |
| Grube Johannes („Silbersee“)           | 5               | Schlämme (Schwermetalle, CKW)       |

Die im Film nicht namentlich genannte Grube mit Pipeline-Einspeisung ist die Verspüldeponie Hermine. Insgesamt vier Rohrleitungen führten gelöste Asche und Produktionsschlämme aus der Filmfabrik und Kraftwerken des CKB ein und „verspülten“ sie im Grubensee des ehemaligen Bergbaulochs. Beim gezeigten Hochhaus handelt es sich um das höchste Gebäude der 1968 fertiggestellten Siedlung Neue Heimat in Sandersdorf. 1992 wurden die quantitativen Umweltbelastungen der Region publiziert, darunter auch die Charakteristika der drei besuchten Deponien (siehe Tabelle).

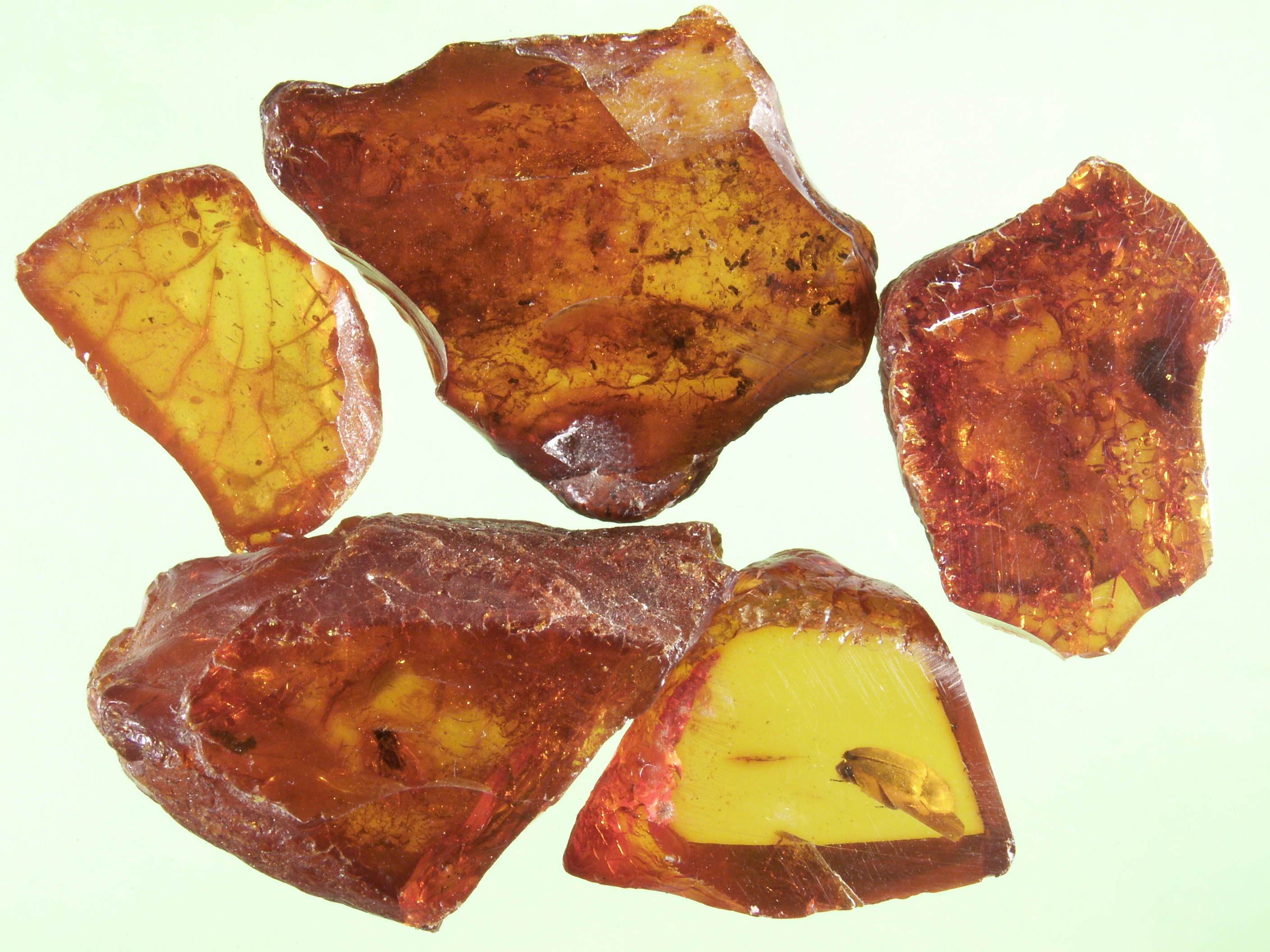
Bernstein aus Bitterfeld mit Einschlüssen

Die Goitzsche enthielt eine Bernstein-Lagerstätte mit einem geschätzten Inhalt von 1800 Tonnen. Zwischen 1975 und 1990 wurden davon 408 Tonnen industriell abgebaut. Zuständig war der VEB Ostsee-Schmuck in Ribnitz-Damgarten, der seine Artikel auch in den Westen exportierte und bis in die 1970er Jahre aus der Sowjetunion beliefert worden war. Abnehmer von „Ostseeschmuck“ im Westen hatten keine Möglichkeit festzustellen, ob ihr Bernstein von der baltischen Küste oder aus Bitterfeld kam. Dies wäre auch gegenstandslos, falls beide Fundregionen von demselben Bernsteinwald gespeist wurden; die These ist (Stand 2005) unter Wissenschaftlern umstritten. Die UdSSR lieferte bis zu zehn Tonnen im Jahr; aus Bitterfeld stammten im Rekordjahr 1983 fast 50 Tonnen. Mangelnde Rentabilität und die Umweltbelastung beendeten 1993 den Abbau. Die Flutung der Goitzsche stoppte die verbotenen Privatgrabungen.
Der im Film gezeigte Getreidespeicher ist das heutige Lager der Wittenberger Agrarhandel GmbH, die zur Roth Agrarhandel GmbH im hessischen Kirchhain gehört. Das 1981 in Betrieb gegangene Chlorelektrolyse-Werk Chlor IV unweit des Speichers wurde 1997 abgebrochen. Die neu errichtete Anlage gehört heute zu AkzoNobel Industrial Chemicals. Der Getreidespeicher mit einem Volumen von 36.000 Tonnen erhielt 2003 die Zertifizierung zur Lagerung von 10.000 Tonnen Öko-Getreide.

## Reaktionen in der DDR

### Bevölkerung
Die Ausstrahlung im Westfernsehen wurde in der Region Bitterfeld zum Straßengespräch. „Die Breitenwirkung der Sendung ist unverkennbar“, schrieb die Stasi-Objektdienststelle des CKB. „Wir haben den alle gesehen, mehr oder weniger“, erinnerte sich der Chemiefacharbeiter Bernhard Roth. Die Chemielaborantin Ursula Heller sagte: „Erschüttert hat mich das.“ MfS-Dienststellen stellten fest, dass „eine Vielzahl der Einwohner die Sendung als eine Maßnahme charakterisierten (sic), um unter der Bevölkerung Angst und Unsicherheit hervorzurufen.“ Zwei Arche-Aktivisten schrieben 1992, dass die Bitterfelder „ihre eigene, unmittelbare Lebenswirklichkeit erst wahr(nahmen), als sie sie (…) via West-Fernsehen in die heimischen Wohnzimmer geliefert bekamen.“ Hans Zimmermann meinte 2005 im Rückblick: „Wir haben die Leute erreicht.“ Im Tagesspiegel hieß es 2010: „Zimmermann hat damals die Stadt verändert, vielleicht ein Stück die Welt.“ Zimmermann selbst registrierte allerdings „nur ein kurzes Aufflackern der Leidenschaften“. Die US-amerikanische Umweltökonomin Merrill E. Jones sah 1993 eine dreifache Wirkung: Die Zuschauer erhielten bisher unzugängliche Umweltinformationen, erfuhren von der Existenz der Umweltschutzbewegung in der DDR und sahen eine erfolgreiche Aktion gegen die Behörden.
Siegfried Burschitz, damals Projektleiter im CKB, war von den Aussagen des Films nicht überrascht, „da wir (…) diese Problematik kannten.“ Am 25. Oktober 1988 sendete das von DDR-Oppositionellen beschickte, aus West-Berlin ausgestrahlte Programm Radio Glasnost Zuschauerreaktionen. Ein Anwohner aus Friedersdorf urteilte: „Es ist stellenweise noch wesentlich schlimmer, als das im Video übermittelt wird.“ Er beklagte die Ignoranz der Bitterfelder gegenüber den Umweltschäden. Der Bürgerrechtler Friedrich Schorlemmer sagte: „Wir haben erst durch diesen Film im Westfernsehen gemerkt, wie schlimm es bei uns wirklich ist, so sehr waren wir an die Zustände gewöhnt. Wir brauchten diesen Spiegel, der uns vorgehalten wurde, um endlich ganz aufzuwachen.“

### Kirche und Umweltbewegung
Das Video war die „vielleicht spektakulärste Aktion von DDR-Umweltgruppen“. Seine Uraufführung in der Ost-Berliner Umwelt-Bibliothek beendete die „Feindschaft“ zwischen Arche und Umwelt-Bibliothek. Die Stasi registrierte durch Berichte inoffizieller Mitarbeiter, wann und wo das Video gezeigt wurde, so am 21. September in Ost-Berlin und danach in Altenberg bei Dresden. In Bitterfeld scheiterte die Aufführung an einer Reifenpanne der Boten.
„Der erschütternde Film über Umweltzerstörung in apokalyptischem Ausmaß machte Furore“, schrieb das Nachrichtenmagazin Der Spiegel rückblickend 2008. Kontraste erhielt weitere Hinweise auf Missstände. Der Bürgerrechtler Hans-Jürgen Fischbeck bemerkte mehr Bereitschaft zur Kritik, „denn man sah: Menschen hatten den Mut, ihre Existenz aufs Spiel zu setzen und solch einen Film zu machen.“ Wallisch hatte den Eindruck, „dass es vielen Umweltbewegten Mut gemacht hat, weiterzumachen.“ Veröffentlicht ist die Eingabe eines Bürgers aus Freiberg in Sachsen vom 2. Oktober 1988, der die im Film angeprangerten Missstände zum Anlass nahm, „auf ähnliche Umweltsünden im Freiberger Gebiet hinzuweisen.“
Die Sendung stieß in kritischen Kreisen vereinzelt auf Ablehnung. Pfarrer Hans-Peter Gensichen, Leiter des Kirchlichen Forschungsheims in Wittenberg, hielt das aufklärerische Vorgehen der Arche für zu aggressiv und fand, das Netzwerk habe das Forschungsheim als Deckmantel für die Vorbereitung der Zeitschrift Arche Nova missbraucht. Viele Oppositionelle empfanden die Nutzung des Westfernsehens „als ‚aktionistische‘ Fixierung auf die Medienwirksamkeit der Arche-Arbeit und als ‚Selbstdarstellung‘“.

### Staatliche Stellen

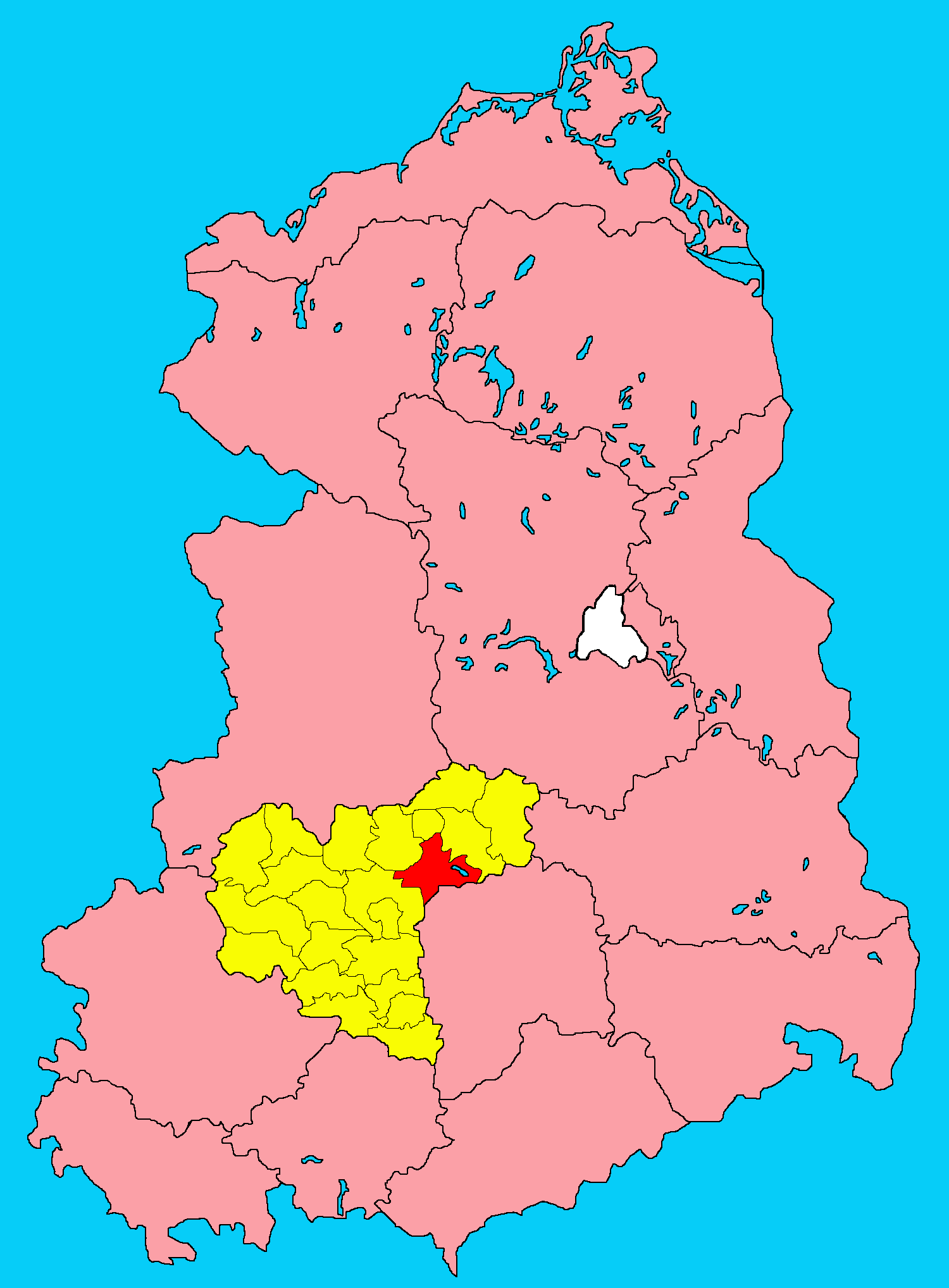
Kreis Bitterfeld und Bezirk Halle in der politischen Gliederung der DDR

Im Hinblick auf die Behörden hielt Ulrich Neumann den Film und die Fernseh-Ausstrahlung für erfolgreich. „Die Wirkung von Bitteres aus Bitterfeld war genau so, wie ich sie mir vorgestellt hatte: dass das eine Bombe für die Genossen in Bitterfeld, in Halle, in Berlin war und die gar nicht wussten, wie ihnen geschah“, sagte er 2005. Oberstleutnant Peter Romanowski von der MfS-Bezirksverwaltung Halle konstatierte eine „Riesenaufregung“. Hans Zimmermann wusste vom Hörensagen: „Die Stasi-Zentrale, die im CKB organisiert war, hat Kopf gestanden, da ging’s rund.“ Im Werk setzte „ein wahnsinniges Putzen“ ein. So wurde die Deponie Freiheit III mit Planierraupen und viel Erde zugeschoben.
Bereits am 30. September legte eine Arbeitsgruppe aus MfS-Dienststellen eine siebenseitige „Lageeinschätzung – Umweltbelastung im Kreis Bitterfeld“ vor. Sie enthielt Einzelheiten über die „teilweise extremen Verunreinigungen der Atmosphäre“, „schwerwiegende gesundheitsschädigende Belastungen der Menschen“ und eine Wasserqualität der Mulde, „die jede Nachnutzung unmöglich macht.“ Die Eingaben hätten „in der Mehrzahl der Fälle ihre Berechtigung.“ Die Verfasser seien mit allgemeinen Antworten und Versprechungen nicht zufrieden. MfS-Dienststellen hatten schon 1987 detailliert auf akute Gefährdungen bei der Chemikalien-Produktion hingewiesen.
Die Abteilung Grundstoffindustrie beim Zentralkomitee der SED hatte für Günter Mittag, ZK-Sekretär für Wirtschaft, eine Stellungnahme anzufertigen und tagte dazu am 5. Oktober. Abgesandte des CKB wiesen darauf hin, dass auf den Deponien weder Rechtsverletzungen noch Verstöße gegen das „Betriebsregime“ – den vorschriftsgemäßen Einsatz der Technik – vorlägen. Es herrsche eine hohe betriebliche Ordnung bei Erfassung und Dokumentation. Die Chlor-Produktion am Getreidespeicher sei umweltgerecht, die „Nitrosamineproblematik“ sei angesprochen, aber nicht diskutiert worden. Das „Leitungsinformation“ genannte Protokoll enthielt auch eine Problemliste.
Nach außen sollte die Kritik des Films zurückgewiesen werden. Aus dem Oktober stammt ein „Maßnahmeplan zur zielgerichteten Gegenargumentation auf die ARD-Fernsehsendung über den Umweltschutz in Bitterfeld“. Die meisten seiner acht Punkte befassten sich jedoch mit Sofortmaßnahmen zur Senkung der Umweltbelastung, Belehrungen und technischen Kontrollen in den Werken. Funktionäre bestritten gegenüber Westjournalisten, dass die Bilder aus Bitterfeld stammten oder die Lebenserwartung niedriger liege. Der Vorsitzende des Rates des Bezirks Halle, Alfred Kolodniak, versprach: „Bitterfeld ist zwar noch kein Luftkurort, aber auf dem Weg dahin.“ Die Abteilung Umweltschutz des Rates des Kreises Bitterfeld stellte „Argumentationsmaterial“ zusammen. Hingewiesen wurde „auf die Skandale in der BRD, wo unkontrolliert Giftstoffe deponiert werden und wo sogar Deponien als Bauland für Eigenheime vergeben werden.“
In Ost-Berlin ahnte der im Netzwerk Arche tätige Spitzel Falk Zimmermann nach der Ausstrahlung, dass Neumann und Wallisch hinter der Sendung stehen. Zuvor hatte er nichts erfahren. In einem Aufarbeitungsgespräch nach der Wende sagte Zimmermann, dass ihm seine Führungsoffiziere deswegen „die Ohren vom Kopf reißen“ wollten. In Bitterfeld geriet der durch seine Eingaben aufgefallene Hans Zimmermann ins Visier der Fahnder. Doch in der innenpolitisch zunehmend ungewissen Lage passierte nichts.
Von einer Beteiligung aus dem Westen hat die Staatsmacht nichts gewusst. Die Zentrale Auswertungs- und Informationsgruppe (ZAIG) des MfS, in der die „zahllosen Berichte“ der Stasi-Mitarbeiter zusammenflossen, verfasste mit Datum vom 1. Juni 1989 eine streng geheime „Information“. Mit ihr unterrichtete sie die 15 Spitzenfunktionäre der Partei- und Staatsführung über das „Wirksamwerden“ der Opposition. Im Abschnitt über kirchliche Basisgruppen heißt es: „Erste Hinweise liegen vor über die Verwendung von Videotechnik (Videofilm ‚Bitteres aus Bitterfeld‘).“ Im Abschnitt über die Arche wird festgestellt, dass deren „Kräfte“ für die „Herstellung und Verbreitung des Videos“ verantwortlich zeichnen.

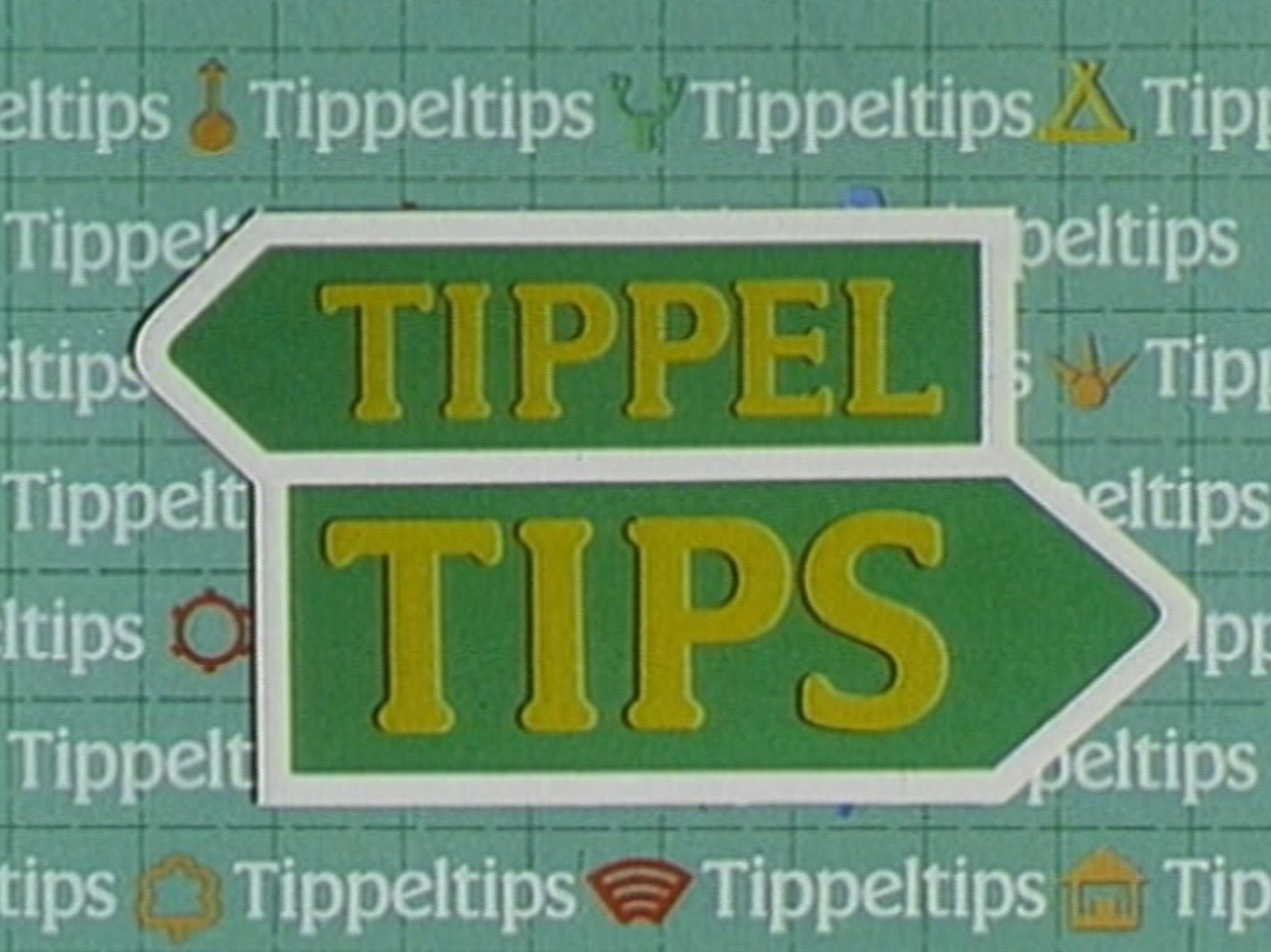
Logo der Sendung Tippeltips für Wanderfreunde, DDR-Fernsehen, 1988

Das DDR-Fernsehen reagierte am 5. Oktober mit der Ausstrahlung des eilig produzierten Beitrags Tippeltips aus Bitterfeld für Wanderfreunde, in dem „die zerstörte Region als Naherholungsgebiet“ gezeigt wurde. „Nach exakten Rekultivierungsplänen wurde eine Landschaft gestaltet, die ihren ganz eigenen Reiz hat“, hieß es in dem Beitrag. Der Beitrag „zur besten Sendezeit“, für den „vom Rat des Kreises und anderen Umweltschutzorganen tüchtig die Werbetrommel gerührt“ wurde, habe kein Haus und keinen Baum von nahem gezeigt. „Man hatte Bitterfeld gerade noch an den Schornsteinen erkennen können!“
Am 7. Oktober habe das DDR-Fernsehen in Bitterfeld gedreht, berichtete das Oktober-Heft der Arche Nova in einem ironischen Beitrag. Es werde aber kein zweiter Teil von Bitteres aus Bitterfeld produziert. Die Filmer, hieß es unter Berufung auf „Mitglieder des Drehstabes“, hätten rußgeschwärzte Häuser und völlig verwahrlost aussehende Straßen benötigt, um eine Folge der Schulfernsehserie English for you zu drehen. Die Sequenz werde unter dem Titel In den Elendsvierteln von London ausgestrahlt.

## Bedeutung und Entwicklung ab 1989
Die Bilder des Films versetzten 1988 aufgrund ihrer grellen Visualität auch die Fernsehzuschauer im Westen ins Staunen. Die Wende habe „die mediale Thematisierung von Bitterfeld als ökologisches Notstandsgebiet weiter intensiviert, was fast einer Stigmatisierung gleichkam“, schrieb der Historiker Amir Zelinger. Journalisten aus aller Welt besuchten Hans Zimmermann und fragten ihn nach den Orten aus dem Film. Eine Regierungskommission prüfte 1990 die Lage in Bitterfeld umfassend. Erstmals in Deutschland wurde eine Chemieregion so genau untersucht. Die vormaligen Dementis der Funktionäre stellten sich als falsch heraus. Die Situation war schlimmer als im Film dargestellt. Vor allem die Veröffentlichung von Unterlagen des MfS belegte, dass den Offiziellen in Werk, Behörden und Partei die Gesundheitsbelastung und die Umweltverschmutzung bekannt war, ohne dass sie daraus Konsequenzen zogen.
In den 1990er Jahren ließ die Treuhandanstalt die meisten Anlagen des CKB schließen und abreißen. Die Luftqualität verbesserte sich deutlich, die Deponien wurden saniert oder, um Kontakt mit dem Grundwasser zu verhindern, gekapselt und begrünt. Durch die Flutung der Goitzsche von 1998 bis 2002 entstand ein ökologisiertes Bild der einstigen Industriegebiete, die der Kulturhistoriker Gerhard Lenz als „Wasserlandschaften des Vergessens“ bezeichnete. Die Arbeitslosigkeit blieb trotz der Gründung des Chemieparks Bitterfeld-Wolfen hoch. Die Bitterfelder Solarindustrie mit 4000 Arbeitsplätzen im Spitzenjahr 2008 und weiteren 4000 bei Zulieferern der Region hat nach der Insolvenz vieler Unternehmen ihre Bedeutung verloren. Der Solarzellen-Hersteller Q-Cells war zeitweilig der größte industrielle Arbeitgeber des Kreises.
Seit den 1990er Jahren sind weitere Langfilme über den Standort gedreht worden. Dazu gehört ein fünfteiliger TV-Dokumentarzyklus des Regisseurs Thomas Füting. Er begann 1993 mit Und was steht auf aus den Ruinen? Bitterfelder Skizzen und endete 2005 mit Wiedersehen in Bitterfeld – 15 Jahre im neuen Deutschland. Im gleichen Jahr entstand für den MDR das Making-of „Das war Bitteres aus Bitterfeld“, der das Zustandekommen von „Bitteres aus Bitterfeld“ darstellte. Umstritten war 2001 der „polemische Essay“ Bitterfeld, 1992 des Schweizer Regisseurs Mathias Knauer. Mit der historischen Mischung von Schwerindustrie und Gartenkunst befasste sich die Dokumentation Das industrielle Gartenreich. Wörlitz, Dessau, Bitterfeld von 1999.
Der Filmtitel Bitteres aus Bitterfeld verselbstständigte sich als Überschrift von Artikeln über die örtlichen Probleme. Die damaligen Produzenten des Filmes beklagen, dass sich „Akteure aus dem Umfeld der Medienwelt sowie aus der Bürgerbewegung“ mit Urheberrechtsverletzungen, Anmaßungen und Nutzungen ohne Quellenangaben bei dem Film „bedienten und bedienen“. Das Substantiv „Bitteres“ fand in der wissenschaftlichen Publizistik, die sich mit der Region befasste, Verwendung.

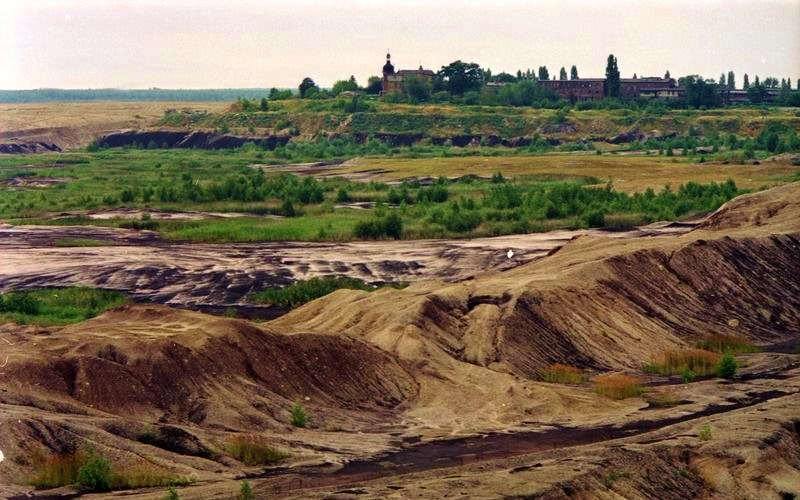
Restloch Goitzsche, hinten die Bitterfelder Bernsteinvilla, 1991
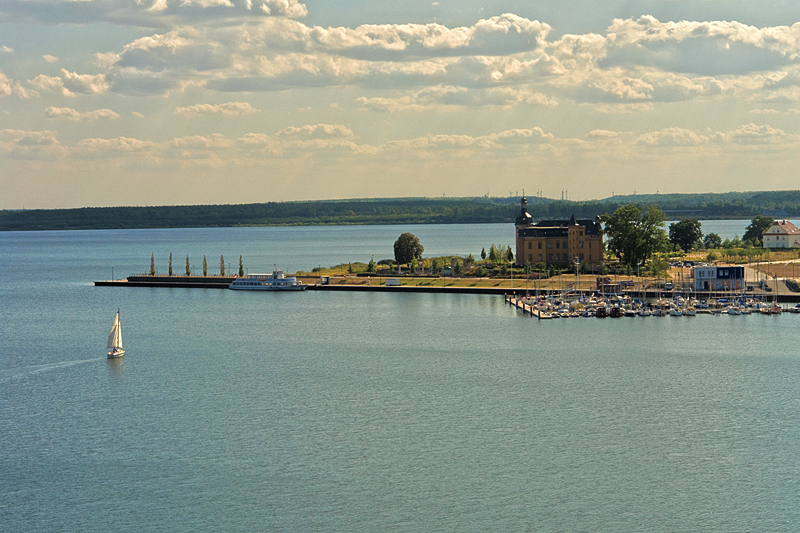
Bernsteinvilla und „Bernsteinsee“ nach der Flutung der Grube, 2009
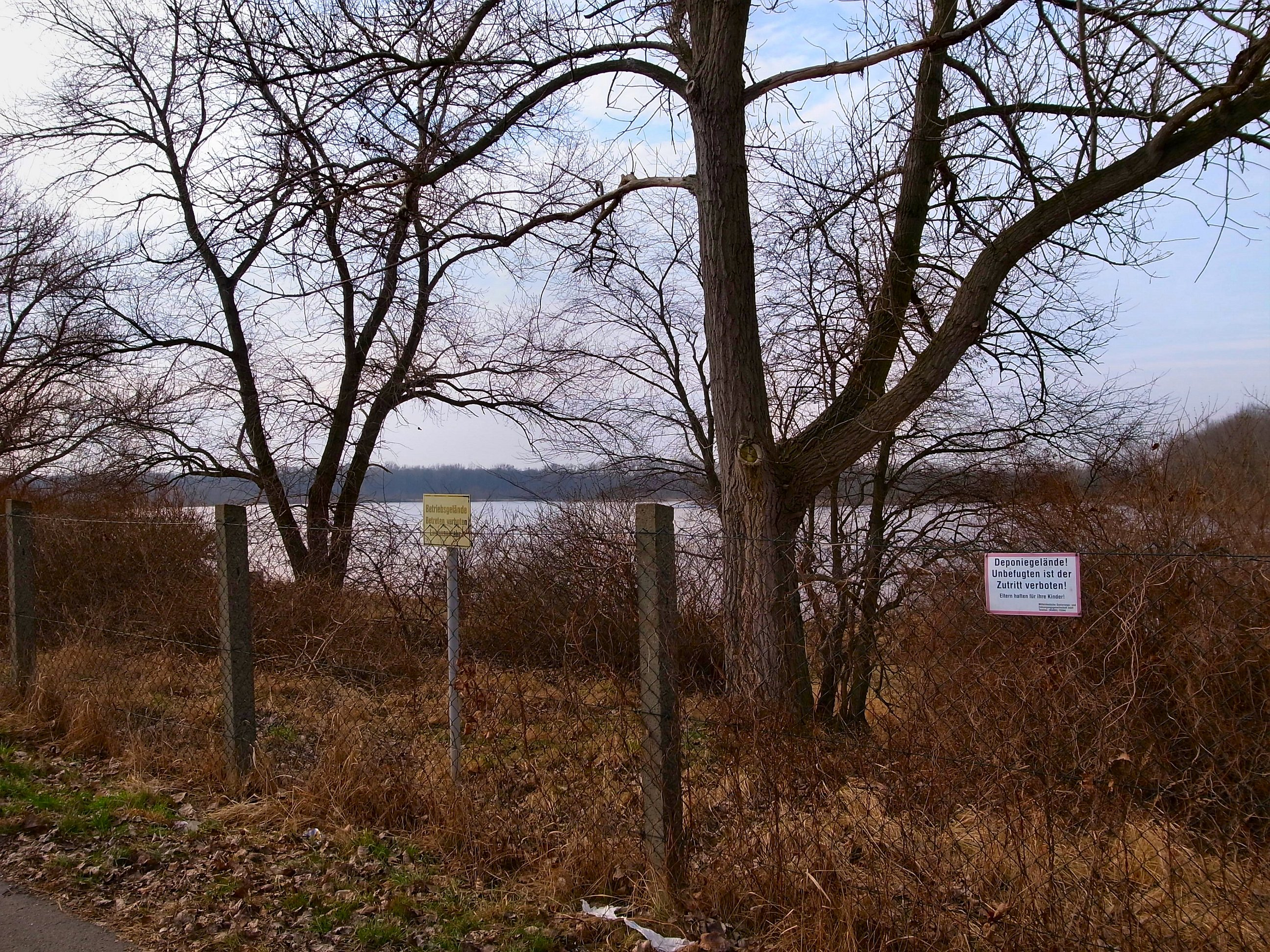
Zaun um den jetzt als Deponie ausgewiesenen Silbersee, 2012
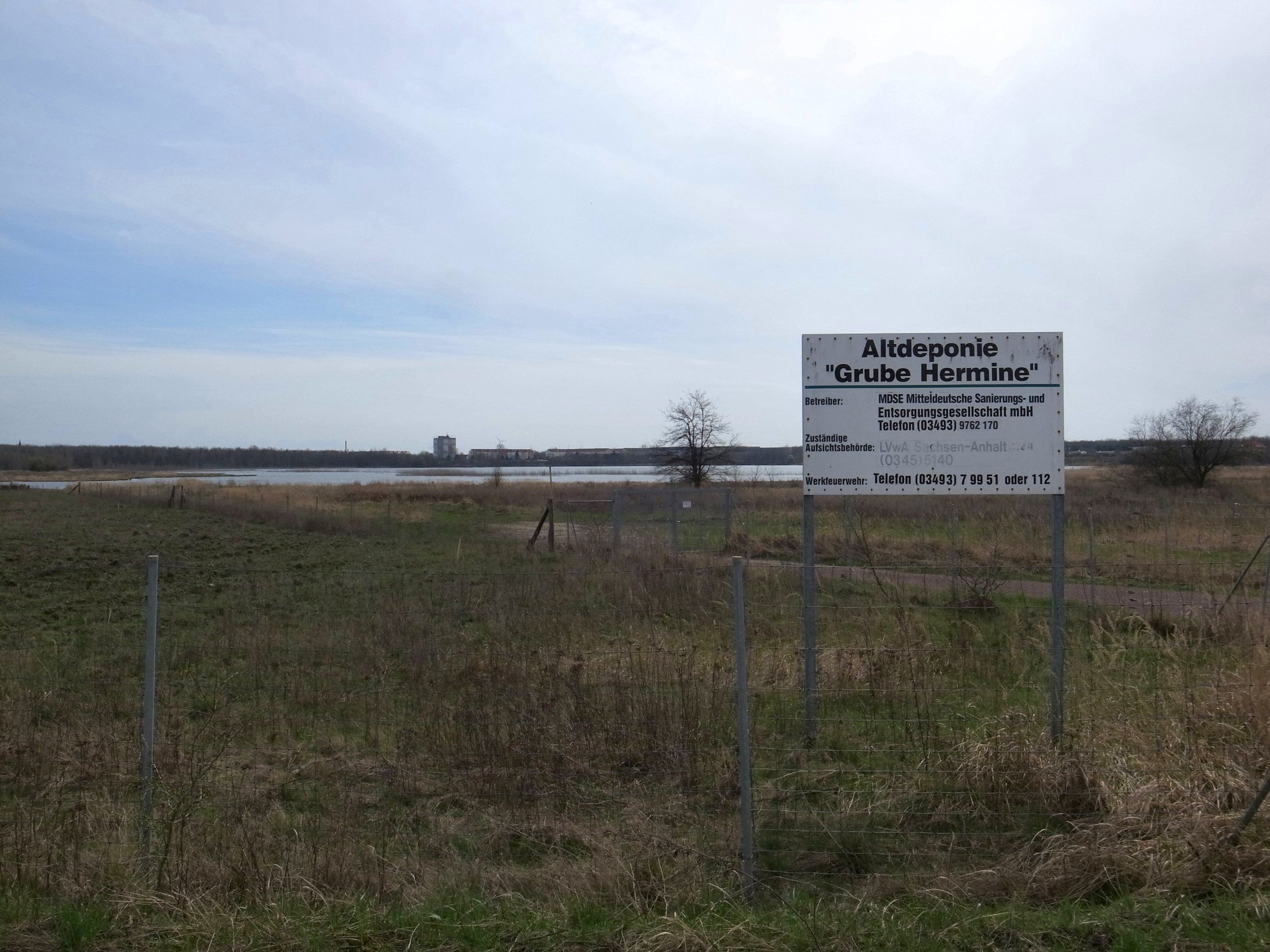
Deponie Hermine mit See und renaturierter Oberfläche, 2013

## Fassungen und Making-of
- Die 30-minütige Originalfassung wurde 1988 auf VHS-Kassetten in der DDR in Kirchengemeinden und anderen oppositionellen Kreisen gezeigt. In der Bundesrepublik war die Originalfassung erstmals auf dem 6. Kasseler Dokumentarfilm- und Videofest im Dezember 1989 zu sehen.

- Der Beitrag im ARD-Magazin Kontraste vom 29. September 1988 mit einer Länge von zehneinhalb Minuten stammte von Peter Wensierski und enthielt neben den Originalaufnahmen ein Interview mit dem bereits nach West-Berlin ausgereisten Ulrich Neumann.

- Für das U.S. Environmental Film Festival in Santa Monica entstand 1991 unter dem Titel The Bitter Winds Of Bitterfeld eine umgeschnittene und neu betextete 30-minütige Fassung auf High-Band SP. Sie enthielt nun auch ein Interview, in dem Hans Zimmermann über die Begleitumstände der Dreharbeiten berichtete. Der deutsch-/englischsprachige Film wurde mit einem Zuschuss des Europaparlamentes finanziert.[111]

- Unter dem Titel Das war Bitteres aus Bitterfeld produzierte die Medienwerkstatt WIM in Kooperation mit dem Mitteldeutschen Rundfunk im Jahr 2005 eine 45-minütige Dokumentation über die Entstehung von Bitteres aus Bitterfeld auf Betacam SP. Die Regie übernahmen Rainer Hällfritzsch, Ulrike Hemberger und Margit Miosga. Die Erstausstrahlung erfolgte am 7. März 2006. Die Bundesstiftung Aufarbeitung veröffentlichte 2009 diesen Film als DVD, erweitert um Begleitmaterial zur Verwendung im Schulunterricht. Der japanische Fernsehsender NHK strahlte 2009 eine synchronisierte Fassung dieses Making-of aus.

- Die Entstehungsgeschichte des Filmes wurde 2023 beschrieben in Rainer Hällfritzsch, Margit Miosga, Ulrich Neumann: Die Filmdokumentation ‚Bitteres aus Bitterfeld‘ aus dem Jahr 1988.[112]

## Auszeichnungen
- 1989 Umweltpreis, Zeitschrift Vital, Hamburg
- 1990 Sonderpreis, Ökomedia ’90, Freiburg
- 1991 Auszeichnung „Magna cum laude“, Medikinale International Parma (MIP)
- 1999 Aufnahme von Filmausschnitten in die Dauerausstellung des Zeitgeschichtlichen Forums Leipzig
- 2011 Aufnahme von Bitteres aus Bitterfeld und Das war Bitteres aus Bitterfeld in die mediaartbase beim Zentrum für Kunst und Medientechnologie (ZKM) in Karlsruhe[113]